# Очеретяний кіт (гурт)
Очеретяний кіт — український фольк-рок-гурт.

## Історія
Заснований 1995 року вінничанином Костянтином Бушинським. Перший склад був цілком київським.
1997 року Костянтин переїхав до Вінниці, де зібрав новий склад гурту — цього разу з вінничан. До гурту приєднався Роман Кріль.
1998 року вокаліст гурту Олександр Радько покинув гурт. Кріль і Бушинський запросили Володимира Войчишина і Миколу Доляка стати учасниками «Очеретяного кота».
2002 року для запису альбому «Коломийки» запрошують скрипальку Аліну Лерман.
2004 року Аліна Лерман виїхала з України й до гурту запросили скрипальку Олену Шевченко.
Виступи на фестивалях показали, що гурту бракує контрабаса. В гурт запрошується Сергій Кірпічніков, а весною 2006 року місце контрабасиста займає Сергій Асафатов.
2009 року Асафатов залишає гурт і зосереджується на власному проєкті «Мартові». Володимир Войчишин бере на себе бас-гітару, а до гурту приєднується львів'янин Андрій Войтюк (барабани).

## Дискографія
- Бурса (1998)
- Манія (1999)
- Камышовый Кот (2000) — російськомовний проєкт (неофіційний)
- Коломийки (2002)
- Мандрівка в Косаківку (2006)
- Демидівський альбом (2010)
- Двадцять кроків (2016)
- Налягай на весла (2017)
- Тесла летить на Марс (2021)

## Склад гурту
Склад гурту станом на 2016 рік:
- Роман Кріль — голос, гітара;
- Микола Доляк — голос, гітара, флейта, піаніка;
- Володимир Войчишин — голос, бас-гітара;
- Андрій Войтюк — барабани;
- Сергій Тягнирядно — бек-вокал, клавішні;
- Ірина Какаркіна — бек-вокал;
- Олександра Тарас — бек-вокал.